# Castello di Taggia
Il castello di Taggia è un edificio difensivo in rovina situato su un colle dell'omonimo borgo, in provincia di Imperia.

## Storia

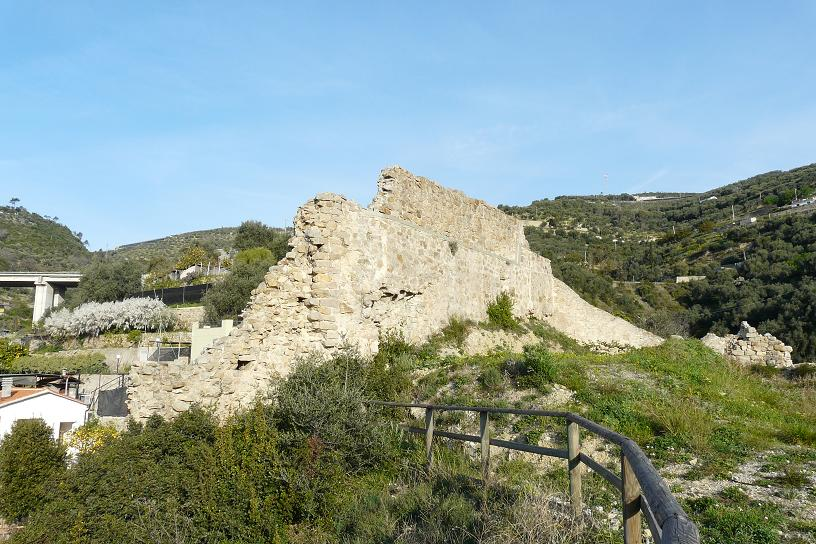
I resti delle mura medievali

Ubicato lungo una collina ad ovest del centro abitato di Taggia, delimitata dal rio Santa Lucia a sud e dal rio Barbarasa a nord, è probabile che già in epoca romana o precedente, per la sua posizione semi elevata, vi sia stata una postazione difensiva o di controllo. Durante una campagna di scavo sono stati rinvenuti alcuni oggetti e materiali, per lo più frammenti di ceramica, che spaziano dal periodo preromano a quello medievale e attualmente conservati nel deposito del museo archeologico di Sanremo.
Tuttavia, una più probabile datazione del sito attuale è attestata intorno all'XI secolo quando i signori di Clavesana, feudatari del borgo tabiese in quel periodo, edificarono qui il loro castello e dove, a partire dal medioevo, l'abitato si estese sempre più ad est e a sud dello stesso. Con il passaggio di Taggia nei domini della Repubblica di Genova, a partire dal 1228, il maniero subì una distruzione da parte dei Genovesi. A questo periodo e fatto storico risalirebbero i danni alla torre dei Clavesana, posta lungo la sommità del castello, che si presenta mozzata.
La stessa repubblica genovese fu l'artefice, assieme alla comunità locale, dei successi ampliamenti e modifiche del primario e diroccato castello nei secoli XVI e XVII. Un dipinto conservato nel palazzo del Comune, e ancora in una mappa del cartografo Matteo Vinzoni, ben rappresenta il castello nella sua interezza e tale rimase fino al XVIII secolo. Della struttura originaria facevano parte ben otto porte e otto bastioni - rimangono visibili i bastioni detti dell'Orso e del Ciazzo - circondati da mura che, nel XVI secolo, inglobarono anche il convento di San Domenico.
Subì successivamente le sorti storiche della comunità tabiese e, tra i tanti usi, oltre quelli militari e di presidio, ospitò negli anni sessanta del Novecento le vasche dell'acquedotto comunale. Dopo un periodo di degrado del sito, un'opera di conservazione e di restauro in tempi più recenti hanno permesso una rivalutazione dell'intero complesso medievale. Nel 2016 è stato realizzato anche un anfiteatro adatto ad ospitare eventi e manifestazioni culturali.